# 排沙镇
排沙镇，是中华人民共和国广东省肇庆市广宁县下辖的一个乡镇级行政单位。

## 行政区划
排沙镇下辖以下地区：
排沙社区、春水社区、木蚌村、八一村、塘尾村、担垌村、南石咀村、蚌溪村、木源村、大罗村、横坑村、扶罗村、沙心崀村和枫树坪村。